# Округ Мур (Тексас)
Округ Мур (енгл. Moore County) је округ у америчкој савезној држави Тексас. По попису из 2010. године број становника је 21.904.

## Демографија
Према попису становништва из 2010. у округу је живело 21.904 становника, што је 1.783 (8,9%) становника више него 2000. године.
| Група             | 2000.          | 2010.          |
| Белци             | 10.038 (49,9%) | 8.370 (38,2%)  |
| Афроамериканци    | 139 (0,7%)     | 336 (1,5%)     |
| Азијати           | 173 (0,9%)     | 1.337 (6,1%)   |
| Хиспаноамериканци | 9.558 (47,5%)  | 11.542 (52,7%) |
| Укупно            | 20.121         | 21.904         |